# San Martino (Grottaglie)

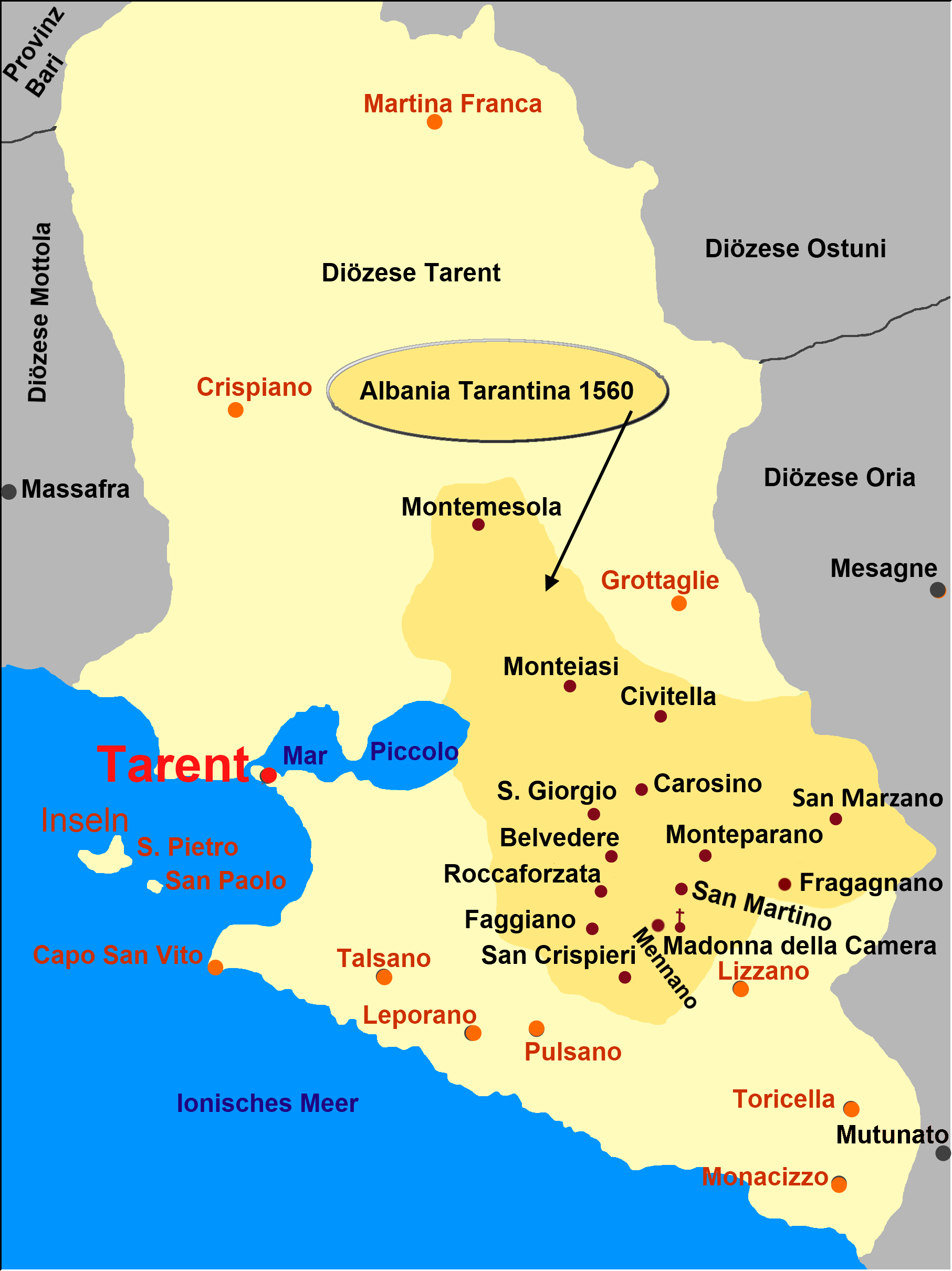
Albania Tarantina im Jahr 1560

San Martino ist eine ehemalige griechisch-albanische Siedlung im antiken Lehensgut von Grottaglie zwischen den zerstörten „Casali“ Civitella und  Mennano (heute Santuario della Madonna della Camera)  in der süditalienischen Provinz Apulien und gehörte zur Albania Tarantina (Tarentinisches Albanien).

## Geschichte
Die ersten Notizen über San Martino sind in den angevinischen Registern des 14. Jahrhunderts zu finden. Obwohl klein und unbedeutend gehörte es als Lehen wohlhabenden Fürsten. 1341 gehörte ein Teil Caterina del Balzo und der andere Giovanna de Tremblaio, die ohne Erben starb. Im Auftrag von Johanna I. von Anjou, Königin von Neapel (1343–1382) ging das Lehen an die „Mensa Arcivescovile“ (Gesamtheit der für die Diözese zur Verfügung stehenden Güter) von Tarent.
Bis Anfang des 16. Jahrhunderts sind keine Dokumente vorhanden. Anscheinend wurde das Casale von den wenigen Einwohnern wegen der ständigen Belästigungen von osmanischen Piraten und französischen Abenteurern, die verstreut hier und da nach den Erbfolgekriegen zwischen den französischen Anjou und den spanischen Aragoniern verlassen.
1507 erhielt der Stratiotenkapitän Lazzaro Mattes (oder Lazaro Mathes) für seine Verdienste an die Krone von Ferdinand III., König von Neapel, die „Casali“ Roccaforzata, San Martino und Belvedere (erloschen) mit dem Privileg, sie von seinen albanischen Landsleuten besiedeln zu lassen.
1519 wurde die Konzession von Johanna III., Königin von Neapel (1516–1555) bestätigt. Nach dem Tod von Lazzaro Mattes folgte ihm sein Sohn Giovannangelo, der Porphida Muzaka (auch: Porfida Musciacchio) heiratete. Der verschuldete Giovannangelo wurde von Giulio Cesare Brancaccio (1515–1586), seinem Gläubiger, per Dekret der königlichen Kammer gezwungen, die beiden Casali zu verkaufen, die von Gabriele Scorna gekauft wurden. Ihm folgte 1559 sein Sohn Scipione, dem außer San Martino und Roccaforzata die Casali San Chirico und Cosentino in Basilikata gehörten, die von Albanern bewohnt waren. Als Scipione sich nach San Chirico zurückzog, verkaufte er San Martino und Roccaforzata an Geronimo Forza. Nach dem Tod Geronimos folgte ihm sein Sohn Callisto und dann Ferrante.
Nach Erbschaftsstreitigkeiten gingen die beiden Casali am 20. November 1612 an den Kapitän Nicolò Renes. Nach seinem Tod 1617 folgte ihm sein Neffe  Busicchio Renesi aus Zadar in Norddalmatien, der 1656 seiner Tochter Giustina für ihre Hochzeit mit Doktor Carlo Marino von Tarent die beiden Casali als Mitgift überließ.
In der zweiten Hälfte des 17. Jahrhunderts gehörten die Casali der adeligen Familie Ungaro, die 1698 an Domenico  Chiurlia, Marchese von Lizzano verkauft wurden. Die Casali blieben im Besitz der Familie bis 1804 als das Feudalszstem als ausgestorben erklärt wurde.

## Religion

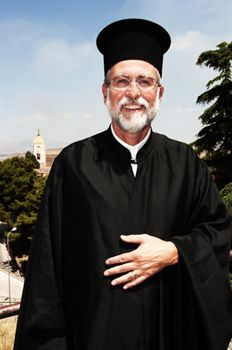
Papas Kola Cuccia aus Contessa Entellina in Sizilien

Die Greco-Albanier brachten aus ihrer Heimat neben ihrer Sprache, ihren Sitten und Gebräuchen auch ihre Religion nach griechisch-byzantinischem Ritus in die neue Heimat mit.
Als San Martino 1578 seinen ersten Pastoralbesuch des Erzbischofs von Tarent, Lelio Brancaccio, erhielt, verwaltete Papas Demetrio Savino die Sakramente und zelebrierte die göttliche Liturgie in byzantinischem Ritus. Die Pfarrkirche von San Martino bestand aus einer Arkade und die Wände waren Fresken bemalt, die Leben und Wunder griechischer Heiliger darstellte. Nach byzantinischer Architektur war die Kirche nach der Haupthimmelsrichtung Osten-Westen mit dem Altar im Osten und dem Eingang im Westen ausgerichtet. In der byzantinischen Tradition befindet sich die Apsis immer in Richtung Osten, wo die Sonne aufgeht, Symbol für das Reich des Lichtes, das den Herrgott darstellt.
Obwohl Papst Paul III. den Albanern in Italien mit der Bulle von 1536 volle Anerkennung innerhalb des Katholizismus verschaffte, ermutigte der Erzbischof von Tarent, Lelio Brancaccio, bei seinem Besuch in der Albania Tarantina im Jahr 1578 die griechisch-byzantinischen Gemeinden zum lateinischen Ritus überzugehen. Wie auch in den anderen Casali der Albania Tarantina schenkten die Arbëresh von San Martino der Einladung des Erzbischofs, zum lateinischen Ritus überzutreten, kein Gehör.
Für die Verbundenheit mit dem byzantinischen Ritus und den östlichen Sitten waren die Bewohner von San Martino dem Druck der religiösen lateinischen Obrigkeit, dem Erzbistum Lecce, ausgeliefert. Als Papas Demetrio Savino starb und kein Nachfolger zur Verfügung stand, mussten sie zum lateinischen Ritus übergehen. 1781 war Kurat der Gemeinde der Priester Pietro Gabrielie, der wenig oder überhaupt kein Arbëresh verstand.
Viele der Familien zogen es vor, wegzuziehen. Eine vom Pfarrer Michele Scarciglia durchgeführte Volkszählung im Dezember 1832 ergibt, dass  insgesamt 44 Personen in San Martino lebten: 18 männliche und 17 weibliche Erwachsene, 3 Jünglinge und 6 Mädchen. Neben den vorgenannten Bewohnern von San Martino lebten weitere Familien auf dem Land, die in Notzeiten zu den Papas der Nachbarorten Fragagnano, Carosino, San Giorgio und Monteparano eilten. Um dies zu beseitigen und sich um die Pfarrei kümmern zu können, beantragte Pfarrer Scarciglia 1833 beim Kultminister vergeblich um einen Hilfspfarrer.
Das einzige Patronatsfest, das man zu jener Zeit in San Martino feierte, war das der Schutzheiligen Madonna della Camera in der ländlichen Kapelle im Casale Mennano, wo am Donnerstag nach Ostern und an einem Sonntag im August die Kongregationen Santissimo Rosario und San Nicola von Roccaforzata, Santa Maria del Carmine von Faggiano und Santissimo Rosario von Monteparano  zusammenkamen, um an der Prozession teilzunehmen.
Nach dem Tod des Pfarrers 1857 blieb die Kirche vakant. Die wenigen verbliebenen Bewohner verließen ihren Herd, so dass die Pfarrei 1859 offiziell durch eine Päpstliche Bulle aufgehoben und Roccaforzata angeschlossen wurde. Somit verschwand das Casale San Martino, von dem heute nur noch der Name erhalten ist.